# Prince Amartey
Prince Amartey (ur. 25 czerwca 1944 w Ho, zm. 23 września 2022 tamże) – ghański bokser, medalista olimpijski z 1972.
Wystąpił w kategorii lekkośredniej (do 71 kg) na igrzyskach olimpijskich w 1968 w Meksyku, gdzie odpadł po drugiej walce. Przegrał pierwszą walkę w ćwierćfinale tej samej kategorii wagowej na Igrzyskach Brytyjskiej Wspólnoty Narodów w 1970 w Edynburgu. Zwyciężył w wadze średniej (do 75 kg) na wojskowych mistrzostwach CISM w 1971 w Rotterdamie.
Zdobył brązowy medal w wadze średniej na igrzyskach olimpijskich w 1972 w Monachium. Wygrał dwie walki, a w półfinale pokonał go Reima Virtanen z Finlandii.
W 1974 został zwolniony z armii Ghany w stopniu kaprala z powodu kłopotów ze zdrowiem psychicznym. Od tej pory żył w niedostatku w Ho, imając się dorywczych zajęć.